# Wólka (powiat hajnowski)
Wólka – wieś w Polsce położona w województwie podlaskim, w powiecie hajnowskim, w gminie Czyże.
| SIMC    | Nazwa            | Rodzaj     |
| ------- | ---------------- | ---------- |
| 0026293 | Maksymowszczyzna | przysiółek |
| 0026399 | Wieżanka         | przysiółek |

W latach 1975–1998 miejscowość należała administracyjnie do województwa białostockiego.
Wieś w 2011 zamieszkiwało 49 osób.

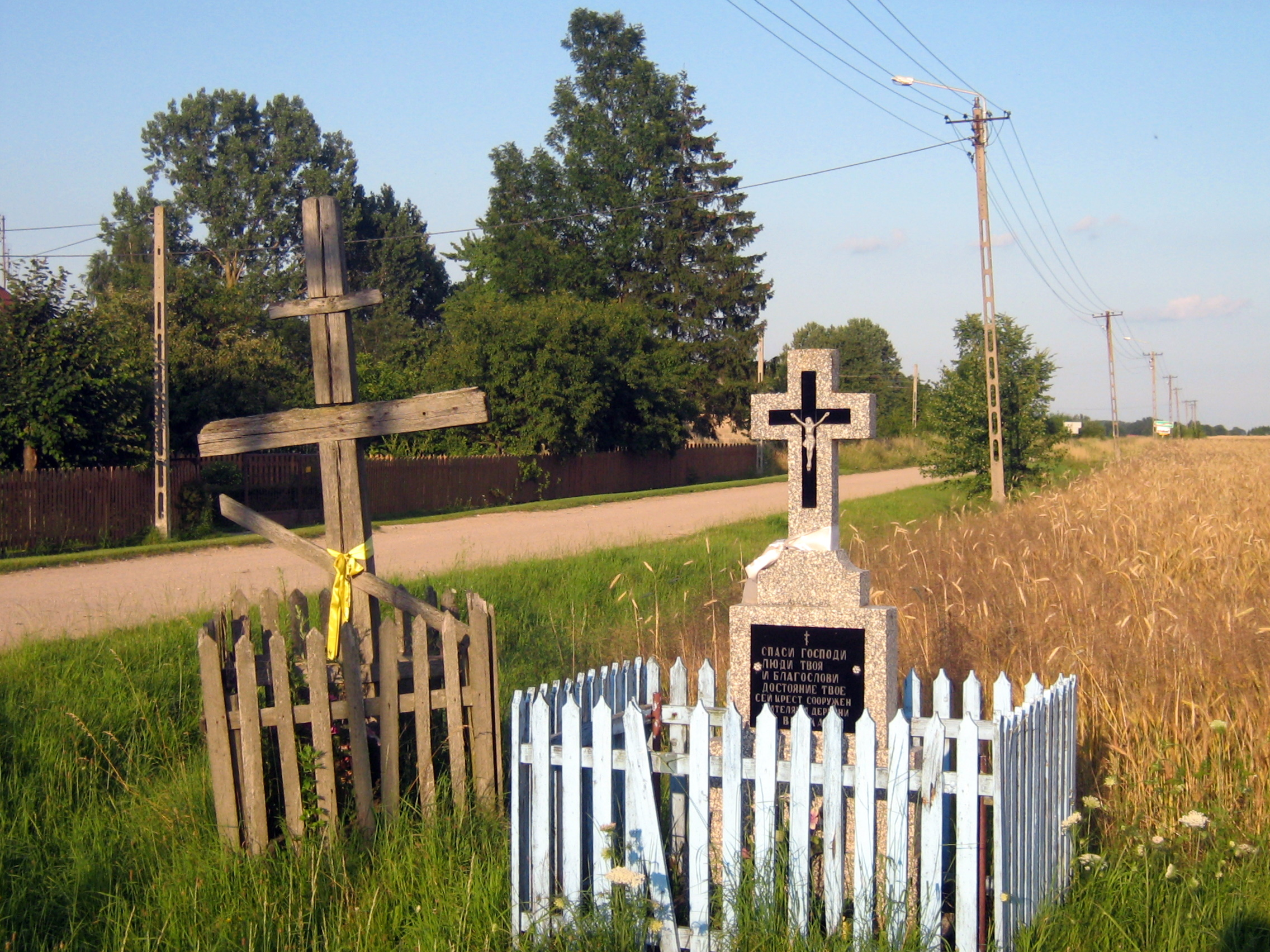
Krzyże przydrożne w Wólce

Prawosławni mieszkańcy wsi należą do parafii św. Antoniego Pieczerskiego w Kuraszewie, a wierni kościoła rzymskokatolickiego do parafii Wniebowzięcia Najświętszej Maryi Panny i św. Stanisława Biskupa i Męczennika w Narwi.